# Том Філліс
Томас Едвардс Філліс (англ. Thomas Edward Phillis; народився 9 квітня 1934 року, Сідней, Австралія — помер 6 червня 1962, Піл, Острів Мен) — австралійський мотогонщик. Чемпіон світу з шосейно-кільцевих мотоперегонів у класі 125cc MotoGP. Перший гонщик, який виграв чемпіонат світу на Honda.

## Біографія
Том Філліс загинув внаслідок аварії, якої зазнав на другому колі змагань неподалік від невеличкого села Піла на острові Мен.
Філліс був другим гонщиком з Австралії, що виграв чемпіонат світу з мотоспорту, після Кіта Кемпбелла, який виграв у 1957 році чемпіонат в класі 350сс на мотоциклі Moto Guzzi, причому обидва, і Філліс, і Кемпбелл втратили життя через рік після їхнього успіху.
Його близький друг Гарі Хокінг, чемпіон світу у класах 500сс та 350сс, настільки був вражений смертю товариша, що відразу покинув мотоспорт після цієї аварії.

## Статистика виступів

### MotoGP

#### У розрізі сезонів
| Сезон  | Клас   | Мотоцикл | Гонки | Перемоги | Подіуми | Очки | Місце |
| ------ | ------ | -------- | ----- | -------- | ------- | ---- | ----- |
| 1959   | 350cc  | Norton   | 1     | 0        | 0       | 2    | 13    |
| 1960   | 125cc  | Honda    | 1     | 0        | 0       | 0    | НК    |
| 1960   | 250cc  | Honda    | 2     | 0        | 1       | 6    | 6     |
| 1960   | 500cc  | Norton   | 2     | 0        | 0       | 4    | 11    |
| 1961   | 125cc  | Honda    | 11    | 4        | 8       | 44   | 1     |
| 1961   | 250cc  | Honda    | 11    | 2        | 6       | 38   | 2     |
| 1961   | 500cc  | Norton   | 1     | 0        | 1       | 4    | 12    |
| 1962   | 50cc   | Honda    | 1     | 0        | 0       | 0    | НК    |
| 1962   | 125cc  | Honda    | 1     | 0        | 1       | 4    | 13    |
| 1962   | 250cc  | Honda    | 3     | 0        | 3       | 12   | 4     |
| 1962   | 350cc  | Honda    | 1     | 0        | 0       | 0    | НК    |
| Всього | Всього | Всього   | 35    | 6        | 20      | 114  |       |

## Цікаві факти
Том завжди їздив у шоломі з намальованим на ньому кенгуру.